# Laura Rizzotto
de Carvalho Rizzotto est un nom portugais ; le premier nom de famille (d'usage facultatif) est de Carvalho et le second est Rizzotto.
Laura de Carvalho Rizzotto (letton : Laura di Karvaļu Rizoto), née le 18 juillet 1994 à Rio de Janeiro au Brésil, est une auteure-compositrice-interprète, guitariste et pianiste brésilo-lettone.
Elle a représenté la Lettonie à l'Eurovision 2018 avec la chanson Funny Girl. Terminant 12e, elle ne parvient pas à se qualifier pour la finale.

## Jeunesse et éducation
Laura Rizzotto naît le  18 juillet 1994 à Rio de Janeiro et a un frère prénommé Lucas. Son père a la double nationalité lettone et brésilienne et sa mère est brésilienne d'origine portugaise. En 2005, la famille déménage aux États-Unis, à Edina dans le Minnesota. Elle a alors passé son enfance entre les États-Unis et le Brésil.
Elle fait ses études à Boston, au Berklee College of Music, avant d'intégrer en 2013 le California Institute of the Arts, à Los Angeles. Elle en ressortira diplômée en arts musicaux. Elle déménagera ensuite à New York City pour obtenir un master en musique à l'université Columbia.

## Carrière
Laura Rizzotto a commencé sa carrière en 2009 et a signé Universal Music Brésil l'année suivante. Elle sort son premier album,  Made in Rio, qui comporte la production d'Eumir Deodato. En 2012, elle réalise la première partie de Demi Lovato lors de la tournée A Special Night with Demi Lovato, lors de ses concerts au Brésil. En 2014, elle produit son deuxième album, Reason to Stay. De 2016 à 2017, elle travaille en tant que coach de portugais pour Jennifer Lopez, après avoir été engagée par Sony Music. Elle auto-produit "RUBY", le premier EP d'une série d'EP intitulée Precious Stones. Le deuxième EP, intitulé "AMBER", sera publié courant 2018, en hommage à ses racines lettonnes.
Il est annoncé en décembre 2017 qu'elle fait partie des participants à l'émission de télévision Supernova 2018, qui sert de sélection nationale lettonne pour le Concours Eurovision de la chanson 2018. Après avoir participé à la troisième et dernière demi-finale de l'émission le 17 février 2018, elle se qualifie pour la finale du 24 février. Elle remportera finalement cette finale et représentera par conséquent la Lettonie à l'Eurovision 2018 dans la ville de Lisbonne au Portugal. Elle participe à la deuxième demi-finale, le 10 mai 2018. Elle y termine en 12e place avec 106 points, ce qui ne lui permet pas de se qualifier pour la finale. 

## Discographie

### Albums studio
- 2011 : Made in Rio
- 2014 : Reason to Stay

### EP
- 2017 : Ruby
- 2018 : Amber (en production)

### Singles
- 2011 : Friend in Me
- 2014 : Reason to Stay
- 2014 : Teardrops
- 2014 : Love It (The World Cup Song)
- 2017 : The High
- 2017 : Cherry on Top
- 2017 : Red Flags
- 2017 : Funny Girl
- 2018 : Bonjour
- 2019 : Tightrope